# كانتون كوتاكاتشي
كانتون كوتاكاتشي (بالإنجليزية: Cotacachi Canton)‏ هو كانتون في الإكوادور، يتبع مقاطعة إمبابورا، عاصمته Cotacachi (city) ‏.